# Książę Argyll

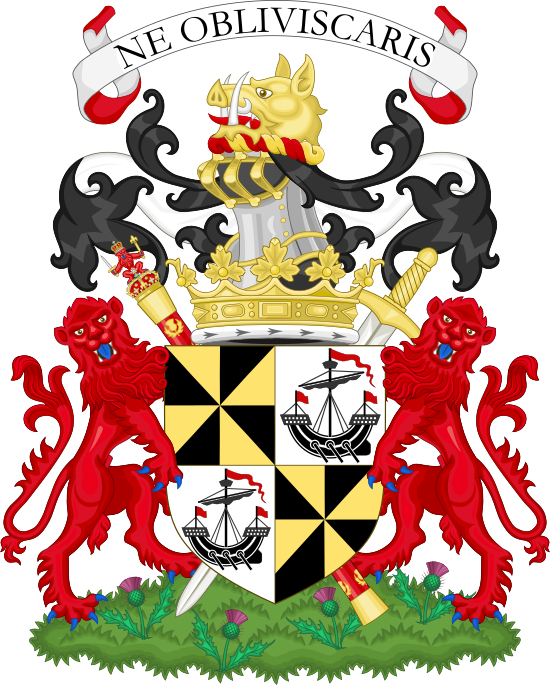
Herb książąt Argyll

Książę Argyll – tytuł księcia Argyll został utworzony w 1701 r. w parostwie Szkocji i w 1892 r. w parostwie Zjednoczonego Królestwa. Argyllowie należą do najbardziej znaczących rodów arystokratycznych w Szkocji
Dodatkowymi tytułami księcia Argyll są:
- markiz Kintyre i Lorne (parostwo Szkocji)
- hrabia Argyll (parostwo Szkocji)
- hrabia Campbell i Cowall (parostwo Szkocji)
- wicehrabia Lochow i Glenyla (parostwo Szkocji)
- lord Campbell (parostwo Szkocji)
- lord Lorne (parostwo Szkocji)
- lord Kintyre (parostwo Szkocji)
- lord Inveraray, Mull, Mover i Tiry (parostwo Szkocji)
- baron Sundridge (parostwo Wielkiej Brytanii)
- baron Hamilton of Hameldon (parostwo Wielkiej Brytanii)
- baronet Campbell of Lundie

2. książę Argyll nosił dodatkowo tytuły księcia Greenwich, hrabiego Greenwich i barona Chatham w parostwie Wielkiej Brytanii
- Książęta Argyll są również naczelnikami klanu Campbellów, z galelickim tytułem Mac Cailean Mór (Syn Wielkiego Colina)
- Książęta Argyll są dziedzicznymi:
  - mistrzami Dworu Królewskiego Szkocji
  - admirałami Wysp Zachodnich
  - strażnikami zamków królewskich  Carrick, Dunoon, Dunstaffnage i Tarbert
  - Wysokimi Szeryfami Argyllshire
  - członkami Królewskiej Kompanii Łuczników
- Najstarszy syn księcia Argyll nosi tytuł markiza Lorne
- Najstarszy syn markiza Lorne nosi tytuł hrabiego Campbell
- Najstarszy syn hrabiego Campbell nosi tytuł wicehrabiego Lochow
- Rodową siedzibą książąt Argyll jest zamek Inveraray w hrabstwie Argyll

## Lista parów

### Lordowie Campbell 1. kreacji (parostwo Szkocji)
- 1445–1453: Duncan Campbell, 1. lord Campbell
- 1453–1493: Colin Campbell, 2. lord Campbell

### Hrabiowie Argyll 1. kreacji (parostwo Szkocji)
- 1457–1493: Colin Campbell, 1. hrabia Argyll
- 1493–1513: Archibald Campbell, 2. hrabia Argyll
- 1513–1529: Colin Campbell, 3. hrabia Argyll
- 1529–1558: Archibald Campbell, 4. hrabia Argyll
- 1558–1573: Archibald Campbell, 5. hrabia Argyll
- 1573–1584: Colin Campbell, 6. hrabia Argyll
- 1584–1638: Archibald Campbell, 7. hrabia Argyll
- 1638–1661: Archibald Campbell, 1. markiz Argyll i 8. hrabia Argyll
- 1663–1685: Archibald Campbell, 9. hrabia Argyll
- 1685–1703: Archibald Campbell, 10. hrabia Argyll

### Książęta Argyll 1. kreacji (parostwo Szkocji)
- 1701–1703: Archibald Campbell, 1. książę Argyll
- 1703–1743: John Campbell, 2. książę Argyll i 1. książę Greenwich
- 1743–1761: Archibald Campbell, 3. książę Argyll
- 1761–1770: John Campbell, 4. książę Argyll
- 1770–1806: John Campbell, 5. książę Argyll
- 1806–1839: George William Campbell, 6. książę Argyll
- 1839–1847: John Douglas Edward Henry Campbell, 7. książę Argyll
- 1847–1900: George John Douglas Campbell, 8. książę Argyll
- 1900–1914: John George Edward Henry Douglas Sutherland Campbell, 9. książę Argyll
- 1914–1949: Niall Diarmid Campbell, 10. książę Argyll
- 1949–1973: Ian Douglas Campbell, 11. książę Argyll
- 1973–2001: Ian Campbell, 12. książę Argyll
- 2001 -: Torquhil Ian Campbell, 13. książę Argyll

Najstarszy syn 13. księcia Argyll: Archibald Frederick Campbell, markiz Lorne

### Lordowie Kintyre 1. kreacji (parostwo Szkocji)
- 1626–1645: James Campbell, 1. lord Kintyre
- 1645–1661: Archibald Campbell, 1. markiz Argyll i 2. lord Kintyre

### Baroneci Campbell of Lundie
- 1627 - ????: Colin Campbell, 1. baronet
- ???? - 1696: Colin Campbell, 2. baronet
- 1696–1703: Archibald Campbell, 1. książę Argyll